# Ауффенберг, Мориц
Барон (1915) Мориц Фридрих Йозеф Ойген Ауффенберг фон Комаров (нем. Moritz Friedrich Joseph Eugen Freiherr Auffenberg von Komarów, 22 мая 1852, Троппау — 18 мая 1928, Вена) — австро-венгерский военачальник, военный министр Австро-Венгрии (1911—1912). Барон. Участник Галицийской битвы.

## Биография
Родился в Троппау в семье крупного судейского чиновника. Учился в Терезианской военной академии и Высшей военной школе. В 1871 году вступил лейтенантом в 28-й пехотный полк. С 1877 года служил в Генеральном штабе. В 1878 году участвовал в оккупации Боснии и Герцеговины в составе армии фельдцейхмейстера Йозефа Филипповича фон Филиппсберга. С 1890 года — начальник штаба 28-й пехотной дивизии в Лайбахе, с 1894 года — командир 96-го пехотного полка. С 1900 года — командир 65-й бригады в Раабе, генерал-майор. В 1905 году назначен начальником 36-й дивизии в Аграме, получил чин фельдмаршал-лейтенанта. В 1907 году перешёл в Военное министерство и в том же году был назначен генерал-инспектором военно-учебных заведений. С 1909 года — командир XV армейского корпуса, расквартированного в районе Сараево, тайный советник. С 1910 года — генерал пехоты. В 1911 году по предложению Франца Фердинанда назначен военным министром. На посту военного министра добился увеличения военного бюджета. Большое внимание уделял развитию тяжелой артиллерии. Подготовил новый закон «Об обороне». В 1912 году в связи с разногласиями с императором Францем Иосифом сдал пост генералу Александру фон Кробатину и был назначен инспектором армии.

### Первая мировая война
С августа 1914 года — командующий 4-й австрийской армией, развертывавшейся в районе Радымно — Ярослав — Перемышль.
За победу над русскими войсками в сражении при Комарове удостоен титула барона Комаровского (von Komarow). В ходе Галицийской битвы потерпел поражение в сражении при Раве-Русской, 30 октября 1914 года отстранён от командования и заменён эрцгерцогом Йозефом Фердинандом. В 1915 году обвинён в неготовности Австро-Венгрии к войне, содержался под арестом, уволен из армии.

## Труды
После войны написал несколько военно-исторических работ:
- Aus Österreich-Ungarns Teilnahme am Weltkrieg. — Berlin: Ullstein, 1920. («Австро-венгерское участие в мировой войне»)
- «Кампания 4-й австрийской армии в начале мировой войны» (1920).
- Aus Österreich-Ungarns Höhe und Niedergang. — Munich, 1921. («Взлет и падение Австро-Венгрии»)